# Ломь
Ломь — деревня в составе Уинского муниципального округа в Пермском крае.

## Географическое положение
Деревня расположена в северной части округа на расстоянии примерно 24 километров на северо-запад по прямой от села Уинское.

## Климат
Климат умеренно-континентальный. Зима продолжительная, снежная. Средняя температура января –170С. Лето умеренно-теплое. Самый теплый месяц - июль. Средняя температура июля +25 ˚С. Образование устойчивого снежного покрова происходит в среднем во второй декаде ноября, продолжительность снежного покрова – 170 дней. Средняя из наибольших декадных высот снежного покрова за зиму составляет 59 сантиметров. Почва промерзает в среднем на глубину 68–76 сантиметров. Разрушение устойчивого снежного покрова приходится на конец второй декады апреля. Годовая сумма осадков составляет в среднем 557 миллиметров.

## История
Деревня основана в 1861 году, первоначальное название выселок Занинский дано по основателю, потом деревня фигурировала уже как Занина (Бурелом). В советский период истории существовали  колхоз «Красный кустарь» и им. Шверника, и, наконец, "Звезда". Деревня до 2006 года было центром сельсовета, с 2006 по 2018 центром Ломовского сельского поселения Уинского района, с 2018 по 2019 входила в состав Аспинского сельского поселения Уинского района. После упразднения обоих муниципальных образований входит в состав Уинского муниципального округа.

## Население
Постоянное население составляло 482 человека в 2002 году (59% татары, 39% русские), 399 человек в 2010 году.   